# إتش ريد
إتش ريد (بالإنجليزية: H. Reid)‏ هو مصور وكاتب ومؤرخ أمريكي، ولد في 1925، وتوفي في 1992.